# استودان‌های گرم‌آباد
استودانهای گرم آباد مربوط به دوره ساسانیان است و در شهرستان مرودشت، بخش مرکزی، روستای گرم آباد واقع شده و این اثر در تاریخ ۲۲ مرداد ۱۳۸۴ با شمارهٔ ثبت ۱۳۳۴۹ به‌عنوان یکی از آثار ملی ایران به ثبت رسیده‌است.